# 王填
王填（1968年1月—），湖南湘乡人，汉族，中华人民共和国企业家，步步高商业连锁股份有限公司董事长。曾就读与湘潭市烟草中专学校财务专业，湘潭师范学院（今湖南科技大学）经济管理专业。

## 生平
2008年，当选第十一届全国人民代表大会湖南地区代表。2013年，当选第十二届全国人民代表大会湖南地区代表。2018年2月24日，当选为第十三届全国人大代表。